# Alexei Wiktorowitsch Iwanow

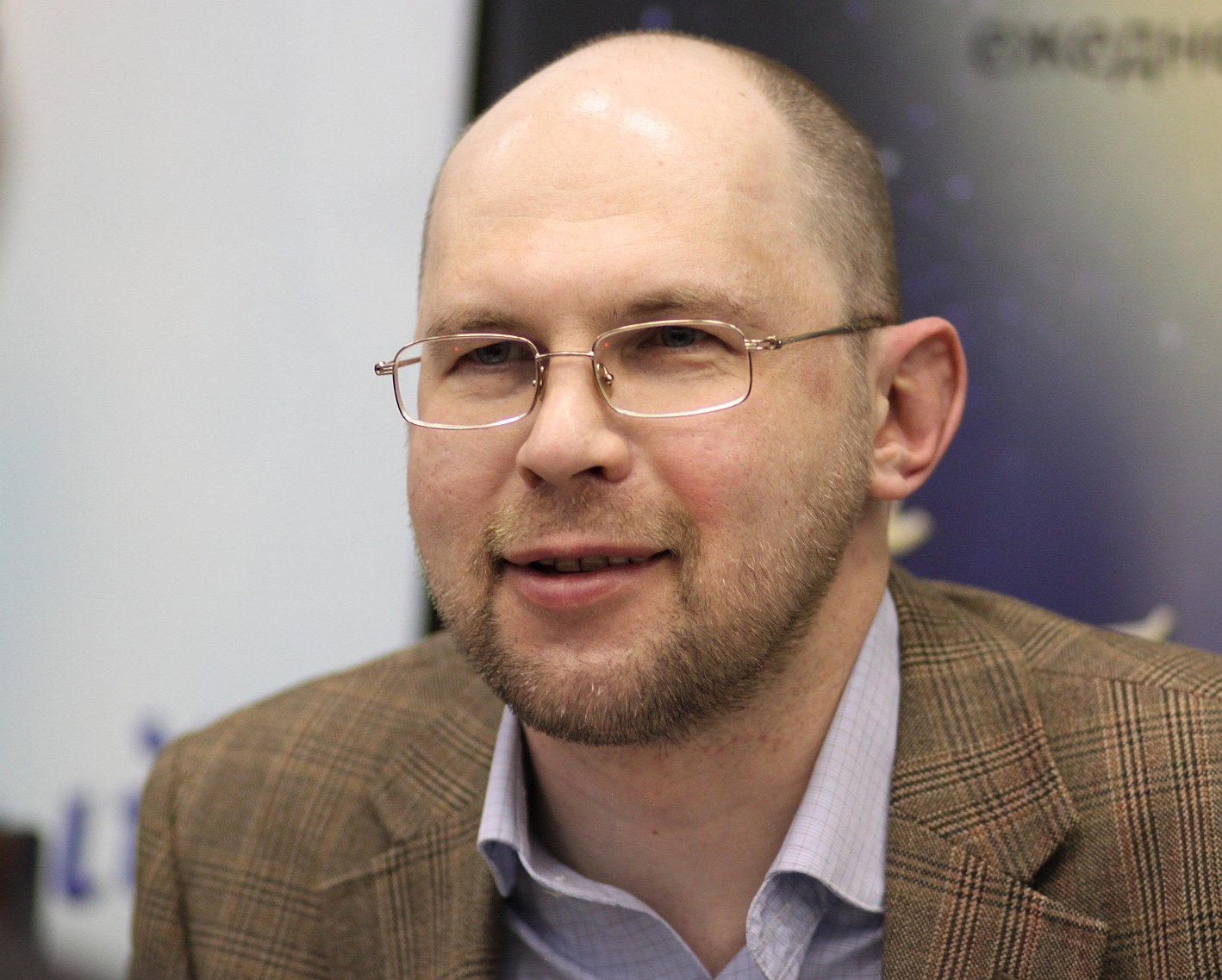
Alexei Iwanow

Alexei Wiktorowitsch Iwanow (russisch Алексей Викторович Иванов, wiss. Transliteration Aleksej Viktorovič Ivanov; * 23. November 1969 in Gorki) ist ein russischer Schriftsteller und Drehbuchautor. Er lebt in Perm und gilt als bedeutender russischer Prosaist. Mit dem Roman «Das Herz von Parma» wurde er national bekannt.

## Leben
Alexei Iwanow wurde am 23. November 1969 im heutigen Nischni Nowgorod in eine Familie von Schiffbau-Ingenieuren geboren. Die Familie zog 1971 nach Perm, wo Iwanow seine Kindheit und Jugend verbrachte. Nach seinem Schulabschluss nahm er 1987 das Studium an der Fakultät für Journalistik der Staatlichen Gorki-Universität des Uralgebiets in Jekaterinburg auf. Er verließ die Universität nach einem Jahr und kehrte 1990 dorthin zurück, um Kunstgeschichte und Kulturwissenschaften zu studieren. 1996 schloss er das Studium mit Erfolg ab.
1990 debütierte er als Essayist mit der fantastischen Geschichte Охота на Большую Медведицу (Die Jagd nach dem Großen Bären) in der Zeitschrift «Уральский следопыт» (Swerdlowsk).
Nach seiner Rückkehr nach Perm arbeitete Iwanow als Wachmann, Journalist, Lehrer, Hochschullehrer und Reiseführer. Unzählige Reisen führten ihn durch das Uralgebiet und weckten in ihm das Interesse, die Regionen anthropologisch eingehender zu erforschen. Dies gab ihm den Anstoß zu dem Roman «Сердце Пармы» (Das Herz von Parma), mit dem er 2003 als Erzähler und Kulturhistoriker schlagartig bekannt wurde. Während dieser Zeit gründete Iwanow mit Studenten das Heimatmuseum für Kinder in Perm.
Viele seiner Werke sind bereits mit mehreren bedeutenden Literaturpreisen ausgezeichnet worden.
Er wurde dreimal für den Nationalen Bestseller-Preis nominiert.
2008 arbeitete Iwanow an dem ersten gemeinsamen Filmprojekt mit dem russischen Regisseur Pawel Semjonowitsch Lungin, für das er das Drehbuch zu dem Historienfilm Tsar (Zar) (2009) schrieb. Der Film wurde vor ausverkauftem Haus gezeigt und verdiente hohe Anerkennung auf dem Cannes Film Festival im Mai 2009.
Noch im selben Jahr eröffnete der Film Tsar das 31. Internationale Filmfestival in Moskau.
2009 wurde Der Geograf, der den Globus austrank im Theater „Na Strastnom“ in Moskau uraufgeführt. Am 2. November 2011 begannen die Filmaufnahmen nach dem gleichnamigen Roman. Regisseur des Films: Alexander Weledinski, Produzent: Walerij Todorowski, die Hauptrolle spielte Konstantin Chabenski.
Aus kulturwissenschaftlichem Interesse unternimmt Iwanow regelmäßig Forschungsreisen in das Uralgebiet. 2011 produzierte Iwanow zusammen mit dem Journalisten Leonid Parfjonow den vierteiligen Dokumentarfilm Хребет России (Russlands Rückgrat).
Sein 2012 erschienenes Buch «Увидеть русский бунт» ist eine Sammlung mit 149 Essays und 600 Fotos über den Pugatschow-Aufstand. Die Vorbereitungen zu dem Projekt dauerten zwei Jahre. 24 Fotoexpeditionen führten Iwanow und sein Fotografen-Team durch fast 200 russische Städte und Dörfer in Russland, Weißrussland, Usbekistan, Kasachstan und Estland.
Das Pugatschow-Thema regte ihn zu der Idee an, über die dokumentarische Bildsprache mit fotografierten Materialien die Struktur Russlands und die Bedeutsamkeit einzelner Provinzregionen (Ural, Baschkiristan, Wolga) näher ins Blickfeld zu rücken, die, wie der Autor selbst sagt, „wie die Splitter eines Mosaiks der sozialen und kulturellen Phänomene für die Entwicklung des Landes zu sehen sind und wie bei einem Lackmustest die vielfältige Struktur des Landes zeigen. Der Unterschied zwischen den Lebensformen ist die Differenz zwischen den Identitäten dieser Regionen bis zu diesem Tag. Die Fotografie kann Landschaften, Orte und Regionen ohne weitere Erklärung in der Unterscheidbarkeit konkret sichtbar machen.“
2015 erschien Nenastʹe, ein Buch über Afghanistan-Veteranen, welches 2016 Buch des Jahres wurde. Im November 2018 startete die gleichnamige TV-Serie Schlechtwetter, in welcher die Handlung gegenüber der Vorlage von Iwanow in die 1990er-Jahre vorverlegt wurde, um die Weiße Weste Putins nicht zu beschmutzen, so die Kulturkritikerin der Nowaja gaseta.
Iwanow lebt und arbeitet in Perm; trotz zahlreicher Einladungen verlässt er die Region nur sehr selten.

## Werke

### Romane
- 1992:  Общага-на-Крови.
- 1995:  Географ глобус пропил (опубл. 2003).
  - deutsch:  Der Geograf, der den Globus austrank. Übersetzung von Heike Meister und Tatiana Lourie, (2012).
- 2003:  Сердце Пармы, или Чердынь — княгиня гор.
- 2005:  Золото бунта, или Вниз по реке теснин.
- 2007:  Блуда и МУДО.
- 2009:  Летоисчисление от Иоанна.
- 2011:  Псоглавцы (под псевдонимом Алексей Маврин).
- 2012:  Комьюнити.
  - deutsch: Community. Übersetzung von Heike Meister und Tatiana Lourie, (2013).

### Novellen, Essays
- 1989:  Корабли и галактика.
- 1989:  Земля-сортировочная.
- 1989:  Охота на «Большую Медведицу».
- 1989:  Победитель Хвостика.

### Sachprosa
- 2004:  Вниз по реке теснин (краеведческий очерк).
- 2005:  Железные караваны.
- 2007:  Message: Чусовая.
- 2009:  Хребет России.
- 2009:  Дорога Единорога (очерки о г. Лысьва и его металлургическом заводе).
- 2012:  Увидеть русский бунт.

## Filme

### Drehbücher
- 2008: Царь (Tsar) — Regie: Pawel Semjonowitsch Lungin
- 2022: Land of Legends

### Literarische Vorlagen
- 2011: Географ глобус пропил — Regie: Alexandr Weledinski / Produzent: Valeri Todorowski (mit Konstantin Chabenski)

### Dokumentationen
- 2011: Хребет России — Regie: Leonid Parfjonow

## Theater
Географ глобус пропил (Der Geograf, der den Globus austrank) wurde an mehr als 50 Schauspielhäusern in Russland inszeniert.

## Auszeichnungen
- 2003 D.N.Mamin-Sibirjak-Preis
- 2004 „Heurekal“-Preis
- 2004 „Start“-Preis
- 2004 P.P.Baschow-Preis
- 2006 Book of the Year
- 2006 „Portal“-Preis
- 2006 „The-Marble-Faun“-Preis
- 2007 Internet Voting „The Best Book“
- Dreimalige Nominierung als „Nationaler Bestseller“
- 2017: Platonow-Preis

Für sein kulturelles Engagement wird Iwanow von der „Perm Press“ als „Person des Jahres für Kultur“ ausgezeichnet.